# 아프리카두더지땃쥐류
아프리카두더지땃쥐류는 진무맹장목 땃쥐과 아프리카흰이땃쥐아과를 구성하는 3개 속의 하나인 아프리카두더지땃쥐속(Surdisorex) 포유류를 두루 일컫는 말이다.

## 특징
꼬리 길이 20~35mm를 제외한 몸길이가 82~110mm인 작은 땃쥐류다. 몸무게는 최대 27.5g이다. 두개골은 가늘고 길다. 몸은 비교적 통통하고 큰 머리와 뾰족한 주둥이를 갖고 있다. 털은 짧고 무성하다.

## 분포
케냐의 토착종이다.

## 하위 종
3종을 포함하고 있다.
- 애버데어두더지땃쥐 (S. norae)
- 케냐산두더지땃쥐 (S. polulus)
- 쉴리터두더지땃쥐 (S. schlitteri)